# Muscat Classic
Muscat Classic je jednodenní mužský cyklistický závod konaný v Maskatu, hlavním městě Ománu, a okolí od roku 2023. Závod se koná v únoru a je součástí UCI Asia Tour. Závod se koná den před startem etapového klání Kolem Ománu.

## Seznam vítězů
| Rok  | Země        | Jezdec            | Tým               |
| ---- | ----------- | ----------------- | ----------------- |
| 2023 | Belgie      | Jenthe Biermans   | Arkéa–Samsic      |
| 2024 | Nový Zéland | Finn Fisher-Black | UAE Team Emirates |

### Vítězství dle zemí
| Vítězství | Země        |
| --------- | ----------- |
| 1         | Belgie      |
| 1         | Nový Zéland |